# قيمة (طعام)
القيمة بالتمن هي أكلة عراقية شعبية، تختلف بطريقة الطبخ عن القيمة النجفية التي يختص بطبخها أهل النجف.
تعتبر إحدى الأكلات الرئيسية في العراق. تطهى هذه الوجبة بطريقة مختلفة في إيران.

## مكوناتها
يقوم سكان العراق بطبخ (التمن) الذي هو الأرز والقيمة (حمص مجروش مخلوط مع لحم غنم) في أيام عاشوراء، وفي بعض المناسبات الدينية، والأيام الأخرى، وتوزع في العاشر من محرم على الناس، من اجل الثواب والصدقة.